# Конрад Блох
Конрад Блох (член на Британско кралско научно дружество) (21 януари 1912 – 15 октомври 2000) е немско-американски биохимик. Блох е лауреат на Нобелова награда за физиология или медицина през 1964 г. заедно с Фьодор Линен за откритието на механизма и регулация на холестеролния и мастно-киселинния метаболизъм.

## Биография
Блох е роден в град Ниса, провинция Силезия в Германската империя (днес Полша). Той е второто дете на семейство от средната класа. От 1930 до 1934 г. учи химия в Техническия университет в Мюнхен. През 1934 г., поради нацистките преследвания на евреи, той бяга в Швейцария и постъпва в Изследователския институт в Давос, след което се премества в САЩ през 1936 г. По-късно е назначен в департамента по биохимия в Йейлското училище по медицина.
В Съединените щати Блох е приет в Колумбийския университет и получава докторска степен по биохимия през 1938 г. Преподава в Колумбийския университет през 1939 – 1946 г. От там отива в Университета на Чикаго и след това в Харвардския университет като Хигинсов професор по биохимия през 1954 г., пост, който заема до 1982 г.
Блох споделя Нобеловата награда за медицина или физиология през 1964 г. с Фьодор Линен, за техните открития относно механизма и регулацията на метаболизма на холестерол и мастни киселини. Научен сътрудник е на Кралското общество през 1985 г. През 1988 г. е удостоен с Националния медал за наука.
Блох умира в Лексингтън, Масачузетс от сърдечна недостатъчност на 88-годишна възраст.